# 헌티드 맨션 (2023년 영화)
《헌티드 맨션》(영어: The Haunted Mansion)은 2023년 개봉한 미국의 초자연 공포 코미디 영화이다. 디즈니 월드 내 동명 공포 놀이기구를 영화화한 작품이다.

## 줄거리
암흑물질을 감지하는 사진기를 개발하던 천체물리학자 벤은 흉가 관광 가이드 얼리사와 만나 결혼한다. 얼리사가 교통 사고로 사망한 뒤 흉가 관광 사업을 이어 받은 벤은 유명 흉가들을 돌아다니며 유령이 되어있을 아내의 흔적을 찾아다니지만 실패하고 절망한다.
한편 아들 트래비스와 함께 뉴욕에서 뉴올리언스로 이사를 온 의사 개비는 그레이시 저택에 숙박집을 열고자 한다. 그러나 저택은 각종 유령들에게 점거된 상태. 개비에게 구마를 부탁 받은 켄트 신부는 벤에게 소위 "유령 입자"를 찍을 정도로 강력하다고 알려진 그의 사진기로 저택 유령들의 사진을 찍어달라고 의뢰한다.
알고 보니 그레이시 저택의 원 주인 윌리엄 그레이시가 죽은 아내의 영을 소환하기 위해 일 년간 매일 밤 교령회를 열었으나 아내 유령 대신 엉뚱한 유령 999개만 소환했던 것. 이 유령들 중 하나인 "모자상자 유령" 앨리스터 크럼프는 생전에 연쇄 살인을 저지르다가 반란을 일으킨 하인들에게 목이 잘린 인물이다.
앨리스터 크럼프는 저택에서 벗어나기 위해 트래비스를 1000번째 유령으로 만들려고 하는데...

## 출연
- 러키스 스탠필드 - 벤 머사이어스 역: 전 천체물리학자 현 관광 가이드.
- 로자리오 도슨 - 개비 역: 남편과 사별한 의사 역
- 체이스 W. 딜런 - 트래비스 역: 개비의 아들.
- 오언 윌슨 - 켄트 신부 역: 신부 행세 중인 구마사.
- 티퍼니 해디시 - 해리엇 역: 영매.
- 대니 드비토 - 브루스 데이비스 역: 툴레인 대학교 역사학 교수.
- 제이미 리 커티스 - 마담 리오타 역: 영매.
- 재러드 레토 - 앨리스터 크럼프 역: "모자상자 유령". (목소리)
- J. R. 아두치 - 윌리엄 그레이시 역: 저택의 첫 주인.
- 조 코이 - 낮시간 근무 중인 바텐더 역
- 스티브 지시스 - 로저 역
- 하산 미나지 - 경찰서 몽타주 화가 역
- 댄 레비 - 빅, 엔터테인먼트 관광 가이드 역
- 위노나 라이더 - 팻 역: 뉴올리언스 관광 가이드. (크레디트 미기재)
- 린지 램 - 신부 유령 역